# Joel Riddez
Joel Michel Riddez, född 21 maj 1980, är en svensk fotbollstränare och före detta fotbollsspelare. Han är sedan 2017 tränare för Djurgårdens IF Dam.
Riddez värvades som mittfältare från Assyriska FF 2004, men skolades om i Örebro SK till vänsterback. Han var under säsongen 2007 lagkapten i Örebro SK och utsågs under säsongen 2006 till lagets bäste spelare.
I slutet av januari 2008 skrev Riddez på för norska tippeligalaget Strømsgodset IF. Den 20 juli 2010 skrev Riddez på för tre säsonger med Djurgårdens IF: 2011, 2012 och 2013. Han lämnade DIF efter säsongen 2013.
I december 2013 blev Riddez klar som spelande assisterande tränare för IK Frej.

## Seriematcher och mål
- 1999 (1): 18 / 0 (i DIF)
- 2000 (2): 17 / 1 (i DIF)
- 2001 (1): 2 / 0 (i DIF, våren)
- 2001 (2): 12 / 1 (i Assyriska, hösten)
- 2002 (2): 30 / 5
- 2003 (2): 29 / 5
- 2004 (1): 17 / 2
- 2005 (2): 29 / 2
- 2006 (2): 25 / 4
- 2007 (1): 25 / 0
- 2008 (1): 22 / 0
- 2009 (1): 28 / 1
- 2010 (1): 24 / 0
- 2011 (1): 17 / 0
- 2012 (1): 2 / 0